# Liste der Abgeordneten zum Kärntner Landtag (15. Gesetzgebungsperiode)
Diese Liste der Abgeordneten zum Kärntner Landtag (15. Gesetzgebungsperiode) listet alle Abgeordneten zum Kärntner Landtag in der 15. Gesetzgebungsperiode auf. Die Gesetzgebungsperiode reichte von der konstituierenden Sitzung des Landtags am 13. November 1930 bis zur Auflösung des Landtags am 3. Oktober 1934.
Der Landtag wählte am 22. Jänner 1931 die Landesregierung Kernmaier, nachdem die Wahl der Landesregierung am 30. Dezember 1930 durch den Auszug von SDAPDÖ, Heimatblock, NSDAP und der Partei der Kärntner Slowenen verhindert worden war. Am 22. Jänner 1931 wählte der Landtag zudem Gustav Pomaroli (SDAPDÖ), Georg Hubmann (SDAPDÖ) und Hans Sattlegger (Nationaler Wirtschaftsblock und Landbund) zu Mitgliedern des Bundesrats. Infolge der Februarkämpfe 1934 verlor Landeshauptmann Kernmaier mit dem 16. Februar 1934 sein Amt, da er mit den Stimmen der Sozialdemokraten gewählt worden sei. In der Folge übernahm Silvester Leer geschäftsführend das Amt des Landeshauptmanns, bis der Landtag am 7. März 1934 die Landesregierung Hülgerth wählte.
Zuvor war die Zahl der Landtagsabgeordneten bereits stark geschrumpft, da zahlreiche Landtagsabgeordnete auf Grund ihrer Parteizugehörigkeit ihr Mandat verloren hatten. Zunächst büßten die Abgeordneten der NSDAP auf Grund des Verbots ihrer Partei am 19. Juni 1933 ihre Mandate (Bundesgesetzblatt 1933, Nr. 240). Im Zuge der Februarkämpfe 1934 wurde am 12. Februar 1934 auch die Sozialdemokratische Arbeiterpartei Österreichs durch die Verordnung der Bundesregierung (Bundesgesetzblatt Nr. 78) verboten, wodurch auch die Mandate der Kärntner Abgeordneten der SDAP erloschen. Dem Landtag gehörten daher ab der Sitzung vom 7. März 1934 nur noch 19 Abgeordnete an. Vom Mandatsverlust waren auch die zwei von der SDAP delegierten Bundesräte betroffen, weshalb am 7. März Ignaz Tschurtschenthaler (CS) und Oskar Trenkwitz (Heimatblock) nachgewählt wurden.

## Funktionen

### Landtagspräsidenten
Die Wahl der Landtagspräsidenten erfolgte am 29. Dezember 1930 durch die ausreichend unterzeichneten Wahlvorschläge der nach dem Proporzsystem berechtigten Landtagsklubs. Zum Ersten Landtagspräsidenten wurde dabei Julius Lukas (SDAPDÖ) bestimmt, Zweiter Präsident wurde Leopold Rothwangl (SDAPDÖ) und Dritter Präsident Hans Sattlegger (NLW). Nachdem das Wahlprozedere bei den Abgeordneten der Christlichsozialen Partei auf Kritik gestoßen war, erfolgte am 22. Jänner 1931 eine nochmalige Wahl, bei der die bereits gewählten Landtagspräsidenten mit 22 von 28 abgegebenen Stimmen gewählt wurden. Zudem entfielen auf den Abgeordneten der Christlichsozialen Partei Franz Ehrlich 6 Stimmen.
Nachdem mit Lukas und Rothwangl der Erste bzw. Zweite Landtagspräsident durch das Verbot der SDAPDÖ sein Landtagsmandat verloren hatte und der Dritte Präsident Sattlegger in die Landesregierung wechselte, war in der Landtagssitzung vom 7. März 1934 die Neuwahl aller Landtagspräsidenten notwendig geworden. Da der Landtag aber zu diesem Zeitpunkt jedoch auf Grund der Parteiverbote stark reduziert war, kamen die verbliebenen Parteien überein, den Dritten Landtagspräsidenten nicht zu besetzen. In der Folge wurden an diesem Tag mit jeweils 16 Stimmen Vinzenz Schumy zum Ersten und Hans Großauer zum Zweiten Landtagspräsidenten gewählt.

### Klubobleute
Im „Klub der sozialdemokratischen Landtagsabgeordneten“ übernahm Landesrat Matthias Zeinitzer das Amt des Klubobmanns, während Leopold Rothwangl in das Amt seines Stellvertreters gewählt wurde. Die Abgeordneten der Liste „Nationaler Wirtschaftsblock und Landbund, Führung Dr. Schober“ schlossen sich zum Klub „Nationaler Wirtschaftsblock und Landbund“ zusammen und wählten Ferdinand Kernmaier zum Klubobmann und Michael Blasch zu dessen Stellvertreter. Der „Christlichsoziale Landtagsklub“ erkor Sylvester Leer zu seinem Obmann, als sein Stellvertreter wirkte Johann Hernler. Der Heimatblock bestimmte Ludwig Hülgerth zum Klubobmann, seine Stellvertretung übernahm Emerich Angerer. Nachdem Hülgerth auf sein Mandat verzichtet hatte, wählte der Landtagsklub Walter Lakomy zum neuen Klubobmann. Klubobmann der Nationalsozialistischen Deutschen Arbeiterpartei (Hitlerbewegung) war Hugo Herzog.

### Landtagsabgeordnete
| Name                | Fraktion    | Anmerkung                                                                                              |
| ------------------- | ----------- | --- |
| Amlacher Michael    | SDAPDÖ      | Mandatsniederlegung in der Sitzung am 26. Februar 1931 verkündet                                       |
| Angerer Hans        | NWL         | |
| Angerer Emerich     | Heimatblock | |
| Aschgan Franz       | SDAPDÖ      | |
| Czeitschner Moritz  | NSDAP       | |
| Ehrlich Franz       | CS          | |
| Feinig Michael      | NWL         | |
| Ferlitsch Hans      | NWL         | |
| Großauer Hans       | CS          | |
| Hernler Johann      | CS          | |
| Herzog Hugo         | NSDAP       | |
| Hillepold Michael   | CS          | |
| Hülgerth Ludwig     | Heimatblock | Mandatsniederlegung in der Sitzung am 25. März 1931 verkündet                                          |
| Juvan Karl          |             | am 7. März 1934 für Walter Lakomy angelobt                                                             |
| Kernmaier Ferdinand | NWL         | Ausscheiden in der Sitzung vom 23. Mai 1934 verkündet                                                  |
| Kircher Dora        | SDAPDÖ      | |
| Krenn Thomas        | SDAPDÖ      | |
| Kreutzler August    | SDAPDÖ      | |
| Lagger Hans         | SDAPDÖ      | am 26. Februar 1931 für Michael Amlacher angelobt                                                      |
| Lakomy Walter       | NWL         | am 25. März 1931 für Ludwig Hülgerth angelobt, Mandatsverlust auf Grund Bundesgesetzblatt 1934 Nr. 118 |
| Leer Sylvester      | CS          | |
| Lora Georg          | SDAPDÖ      | |
| Luger Florian       | SDAPDÖ      | |
| Lukas Julius        | SDAPDÖ      | |
| Melcher Peter       | SDAPDÖ      | |
| Ogris Johann        | KSS         | am 22. Dezember 1933 für Johann Starc angelobt                                                         |
| Oswald Hans         | SDAPDÖ      | |
| Petek Franc         | KSS         | |
| Pichler Franz       | SDAPDÖ      | |
| Plasch Michael      | NWL         | |
| Pobaschnig Fritz    | SDAPDÖ      | |
| Rothwangl Leopold   | SDAPDÖ      | |
| Sattlegger Hans     | NWL         | |
| Scheiber Franz      | Heimatblock | am 21. Juni 1932 für Robert Simma angelobt                                                             |
| Schmid Thomas       | NLW         | am 23. Mai 1934 für Ferdinand Kernmaier angelobt                                                       |
| Schumy Vinzenz      | NWL         | |
| Simma Robert        | Heimatblock | Mandatsverzicht in der Sitzung am 21. Juni 1932 verkündet                                              |
| Starc Johann        | KSS         | Mandatsverzicht in der Sitzung am 22. Dezember 1933 verkündet                                          |
| Swoboda Franz       | SDAPDÖ      | |
| Tomaschitz Peter    | CS          | |
| Traußig Koloman     | CS          | Mandatsniederlegung infolge von Krankheit in der Sitzung vom 7. März 1934 verkündet                    |
| Werner Wilhelm      | NWL         | |
| Zeinitzer Matthias  | SDAPDÖ      | |

## Ausschüsse
Nach der Konstituierung des Landtags bildete der Landtag vier Ausschüsse mit je 10 Mitgliedern. Die vier Ausschüsse waren der „Finanzausschuss“, der „Verfassungs- und Immunitätsausschuss“, der „Land- und volkswirtschaftlicher Ausschuss“ und der „Schulausschuss“. Nach dem Verbot der SDAP und dem Ausschluss ihrer Mitglieder wurden die Ausschüsse am 7. März 1934 auf jeweils fünf Mitglieder verkleinert.